# Henri Duvernois

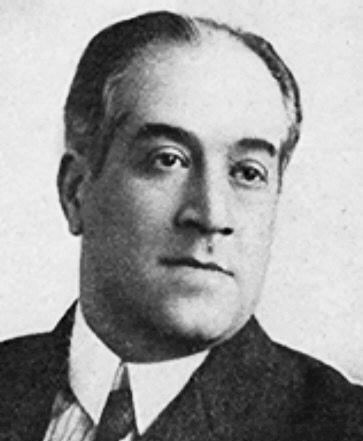
Henri Duvernois,
etwa 1925

Henri Duvernois (eigentlich: Henri Simon Schwabacher, * 4. März 1875 in Paris; † 30. Januar 1937 ebenda) war ein französischer Schriftsteller.
Der Sohn eines ungarischen Diamantenhändlers und einer Holländerin begann im Alter von siebzehn Jahren als Sekretär in der Bibliothèque Charpentier zu arbeiten. Als Journalist schrieb er dann für Zeitschriften wie Le Journal, Le Matin, Fémina, Comoedia, Candide und L'Illustration, wo er auf Empfehlung von Catulle Mendès auch bald regelmäßig Novellen veröffentlichte.
Seinen ersten großen Erfolg als Schriftsteller hatte er 1908 mit dem Roman Crapotte. 1910 heiratete er Margaretha Liebmann, die unter dem Namen Rita del Erido als Zirkusartistin und Schauspielerin arbeitete.
Im Ersten Weltkrieg erlitt er eine Verletzung und arbeitete dann als Pfleger in der Villa Molière. Dort lernte er Guillaume Apollinaire kennen, mit dem er bis zu dessen Tod in brieflichem Kontakt blieb. Über seine Kriegserlebnisse veröffentlichte er 1919 den Roman Edgar, den André Breton einen der surrealistischsten
Romane der Welt nannte.
1921 bearbeitete Sacha Guitry seine Novelle Morte la Bête für die Bühne. In der Folge entstanden in Zusammenarbeit beider erfolgreiche Einakter wie La Dame de Bronze et le Monsieur de cristal ou Seul. Seit 1922 verband ihn eine Freundschaft mit der Schauspielerin Gaby Morlay, für die er sein Stück Jeanne als Film adaptierte und produzierte.
Insgesamt entstanden nach seinen Büchern zwischen 1920 und 1950 etwa zwanzig Filme. Ab Anfang der 1930er Jahre verfasste er nochmals mehrere große Romane, darunter die phantastische Geschichte L'Homme qui s'est retrouvé.
Der auch finanziell erfolgreiche Autor besaß eine Villa in Antibes, wo Schriftstellerkollegen wie Marcel Proust, Jean Cocteau, Rachilde, Edmond Jaloux und Maurice Donnay, die Schauspielerin Mistinguett, der Sänger Dranem, der Maler Kees van Dongen und andere zu Gast waren. Er wurde als Kommandeur der Ehrenlegion ausgezeichnet und erhielt 1933 den Grand Prix de Littérature. 1937 starb er an einem Magenleiden und wurde auf dem Friedhof Père-Lachaise neben Oscar Wilde und Georges Courteline begraben.

## Werke
- Les Marchandes d'oubli, Novelle
- Fifinoiseau, Novelle
- Le Chien qui parle, Novelle
- La Lune de Fiel, Novelle
- Crapotte, Roman, 1908
- Edgar, Roman, 1919
- Morte la Bête
- La Dame de Bronze et le Monsieur de cristal ou Seul, Komödie
- Les Soeurs Hortensias, Roman
- La Poule, Roman
- A l'ombre d'une femme
- L'Homme qui s'est retrouvé, Roman

## Filme
- Faubourg Montmartre (Charles Burguet), 1924
- La dame de bronze et le monsieur de cristal (Marcel Manchez), 1929
- Faubourg Montmartre (Raymond Bernard), 1931
- Après l'amour (When Love Is Over , Léonce Perret), 1931
- Seul (Jean Tarride), 1932
- Dans les rues (Victor Trivas), 1933
- Jeanne (Georges Marret), 1934
- Le scandale (Marcel L’Herbier), 1934
- Les soeurs Hortensia (René Guissart), Operette, 1935
- Toi, c'est moi (René Guissart), Operette, 1936
- Après l'amour (Maurice Tourneur), 1931
- Maxime (Henri Verneuil), 1958

## Opern und Operetten
- Une revue, mit Maurice Donnay, Musik: Reynaldo Hahn, UA 1926
- Le Temps d'aimer, musikalische Komödie, mit Hugues Delorme und Pierre Wolff, Musik: Reynaldo Hahn, UA 1926
- Virginie, lyrische Komödie, Musik Alfred Bruneau, UA 1931
- Malvina, Operette, mit Maurice Donnay, Musik: Reynaldo Hahn, UA 1935